# Богуново (Черкасская область)
Богуново (укр. Богунове) — посёлок в Смелянском районе Черкасской области Украины.
Население по переписи 2001 года составляло 83 человека. Почтовый индекс — 20756. Телефонный код — 4733.

## Местный совет
20756, Черкасская обл., Смелянский р-н, с. Пастырское, ул. Ленина, 66